# Minami Akiyama
Minami Akiyama (jap. 秋山 みなみ Akiyama Minami; * 30. April 1995) ist eine japanische Tennisspielerin.

## Karriere
Akiyama spielt überwiegend Turniere auf der ITF Women’s World Tennis Tour, bei der sie bislang zwei Titel im Doppel gewonnen hat.

## Turniersiege

### Doppel
| Nr. | Datum             | Turnier | Kategorie   | Belag     | Partnerin      | Finalgegnerinnen                    | Ergebnis          |
| --- | ----------------- | ------- | ----------- | --------- | -------------- | ----------------------------------- | ----------------- |
| 1.  | 8. Dezember 2018  | Kairo   | ITF $15.000 | Sand      | Wiktorija Dema | Sandra Samir Anastassija Schoschyna | 6:2, 6:72, [10:6] |
| 2.  | 27. November 2021 | Cancun  | ITF W15     | Hartplatz | Miho Kuramochi | Amelia Bissett Anaëlle Leclercq     | 7:66, 2:6, [10:8] |